# Mniochloa
Mniochloa là một chi thực vật có hoa trong họ Hòa thảo (Poaceae).

## Loài
Chi Mniochloa gồm các loài: